# 매크로그래프
매크로그래프(macrograph), 포토매크로그래프(photomacrograph)는 육안으로 보일 정도로 찍힌 이미지의 하나로, 마이크로그래프 이미지와는 반대되는 용어이다. 더 정확히는 10배 미만 배율의 확대 이미지로 정의되기도 한다. 육안도, 확대도, 육안 조직 사진이라고도 한다.

## 재료과학
이 용어는 저전력 실체현미경을 사용하여 특정 물질을 촬영한 3차원 이미지에 적용되기도 한다. 이 이미지들은 재료과학, 특히 금속의 피로골절 연구에 사용된다. 이 방식은 강철의 미세 구조를 세밀히 분석하는데 사용할 수도 있는데, Baumann 방식으로 불리는 표준화된 테스트의 경우 설퍼 프린트를 만듦으로써 금속 구조 내의 황 함유물의 양과 분포를 표시할 수 있다.